# Багратіоновський міський округ
Багратіо́новський райо́н (рос. Багратионовський район) — адміністративний район Калінінградської області.
Адміністративний центр — місто Багратіоновськ (попередня назва Пройсіш-Ейлау).
У районі є прикордонний перехід на російсько-польському кордоні.

## Географія
Розташований на південному заході області на узбережжі Калінінградської (Вислинскої) затоки, межує з Польщею. Площа району — 1146 км ². Площа земельних угідь — 62,973 тис.га, у тому числі земля під ріллю — 30,350 тис.га, землі під сінокіс — 8,339 тис.га, землі під пасовища — 9,791 тис.га, державного лісового фонду — 16,1 тис.га, водойми — 1 тис.га, землі державного запасу — 4,1 тис.га.

### Природа
Найбільші озера Лангер та Варшкайтерське, найбільша річка Прохолодна. Корисні копалини: торф, сапропель, нафта, калійно-магнієві солі, буре вугілля, будівельні матеріали.

## Історія
В 1807 році на території району сталася битва під Ейлау.
Утворений 7 квітня 1946 року в складі Кенігсберзької області.

## Населення
Населення 44,9 тис. осіб (2010 рік), в тому числі міське населення 18,9 тис. чоловік. На території Багратіоновского району розташоване місто — Багратіонівськ (7,3 тис. осіб) і 92 сільських населених пунктів.

## Муніципальний поділ
З 2008 року до складу району входять:
1. Багратіонівське міське поселення
2. Гвардійське сільське поселення
3. Долгоруковске сільське поселення
4. Нівенське сільське поселення
5. Прикордонне сільське поселення

## Економіка
Економіка району спеціалізуються на виробництві та переробці сільськогосподарської продукції, хутряних виробів, випуску машин і устаткування, меблів, деревообробці. Основні промислові підприємства району — АТВТ «Багратіоновский м'ясокомбінат», АТВТ «Багратіоновский сирзавод», ТОВ Завод «Джерело», Багратіоновский лісгосп, ЗАТ «Берег», ВАТ «Ладушкінський сироробний завод», АТ «Мамоновский рибоконсервний комбінат» .

## Транспорт
Район відрізняється високою густотою залізничної та дорожньої мережі.